# Agia Pelagia
Agia Pelagia (en griego: Αγία Πελαγία, transl.: Ayía Pelayía, Santa Marina o Santa Margarita)  es un pequeño pueblo pesquero y un complejo turístico de playa situado en la zona central de la costa norte de la isla de Creta, Grecia, en la unidad periférica de Heraclión. Pertenece a la unidad municipal de Gazi y al municipio de Malevizi.

## Descripción
Se sitúa en una bahía pintoresca con agua impresionantemente azul y verde, aproximadamente aproximadamente semicircular, donde las colinas costeras forman una especie de anfiteatro, 14 km al noroeste de Gazi y 23 km al noroeste de la capital de la isla, Heraclión. Más que una aldea propiamente dicha, Agia Pelagia designa un conjunto de pequeñas aldeas y playas, cuyo núcleo principal, donde la urbanización es más compacta, se sitúa junto a la playa de la mayor de las varias bahías de la zona. La bahía está abrigada de los vientos de norte que predominan en la región por el cabo Suda (no confundir con Suda cerca de La Canea), situado al norte de la playa.
Agia Pelagia es muy popular como destino de playa, tanto por turistas extranjeros como habitantes de Heraclión. Es una estación relativamente más tranquila que otras en la costa norte de Creta. Además de la playa de Agia Pelagia propiamente dicha, muy concurrida, hay otras playas menos frecuentadas y con menos infraestructuras al norte/ noroeste (Kladissos, Psaromoura y Mononaftis) y al este (Ligaria), además de la playa de la península de Capsis, al norte de la aldea. Los habitantes locales viven sobre todo del turismo y la agricultura.

## Monasterio y romería de Agia Pelagia
El topónimo se debe al monasterio homónimo (Moni Agia Pelagia, 35°24′29″N 25°0′27″E / 35.40806, 25.00750) dependiente del monasterio de Sabbathiana, situado un kilómetro al oeste de la aldea, junto a Xirokampos, al borde de un arroyo que desemboca en la playa de Agia Pelagia. El monasterio ya no está habitado, pero su iglesia todavía funciona. Fue construido en el siglo XIII y fue uno de los más importantes durante el período veneciano, habiendo sido mencionado por varios viajeros.
La arquitectura del monasterio es poco usual, pues las celdas de los monjes están unidas a la iglesia y no alrededor de ella. Cerca del monasterio hay una bodega donde se produjo vino y varios agujeros en la roca que eran usados como graneros por los monjes.
La fiesta de Agia Pelagia (Santa Marina o Margarita de Antioquía), el 8 de octubre, era especialmente importante para los venecianos, habiendo sido instituida como festivo en 1519. Hasta mediados del siglo XX acudían a la romería de Agia Pelagia amiles de personas de toda Creta y del Egeo. Las festividades se prolongaban hasta el 20 de octubre. Como el área era de difícil acceso hasta hace algunas décadas, muchos de los romeros llegaban en barcos provenientes de Heraclión. En la actualidad la romería todavía tiene bastante popularidad.
Santa Marina es también adorada en la cueva-santuario de Evresi donde, según la leyenda local, fue encontrado el icono de Agia Pelagia (Santa Marina) que dio origen al monasterio. La cueva se sitúa en el extremo de la playa junto al cabo de Souda. Durante las fiestas de la santa, cientos de personas se cubren las manos, pies o piernas conarena mientras asiste a la liturgia en la cueva, pues se cree que la arena tiene poderes curativos.

## Otros monasterios
En Ligaria existió otro monasterio, Moni Panagia Deligara (o Ligaria o Ligariotissa,35°23′49″N 25°1′46″E / 35.39694, 25.02944) que se menciona en un documento de 1610. El monasterio ya no existe, estando en su lugar una iglesia de construcción relativamente reciente, igualmente dedicada a Panagia (Nuestra Señora), que conserva en su interior el único vestigio del antiguo monasterio: un arco de refuerzo (sfendonio).

## Historia

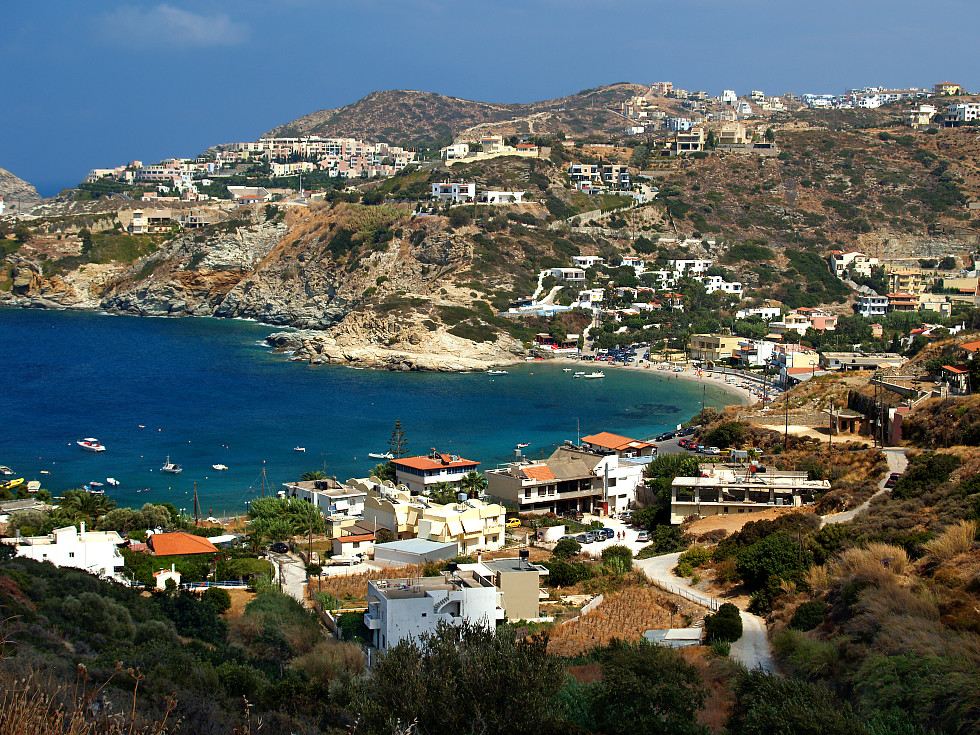
La bahía de Ligaria, al sureste de Agia Pelagia, vista de oeste al este.

En el lugar donde se encuentra la aldea existió una antigua ciudad minoica, que fue habitada desde c. 2000 a. C. Allí se encontraron varios vestigios datados entre 1700 a. C. y 1300 a. C., cuando los habitantes mantenían relaciones con Festo, Cnosos y las Cícladas. La ciudad fue destruida por un incendio c. 1200 a. C., pero fue posteriormente rehabitada.
Los hallazgos arqueológicos en el cabo Suda, cerca de la cueva de Evresi, fueron considerados por Arthur Evans los mejor preservados de un puerto minoico. Muchas de las cerámicas recogidas en Agia Pelagia se encuentran actualmente en el Museo Ashmolean de Oxford, Inglaterra. Después de las excavaciones de Evans, en 1979 se iniciaron nuevas excavaciones.  Antes de eso, en 1970, fueron descubiertos en el lugar de Kladistos (o Kladotos) tumbas post-minoicas y la llamada «universidad» o pritaneo, (sede del gobierno de la ciudad, donde funcionaba la asamblea de la ciudad y la academia, edificio decorado con franjas rojas y amarillas y suelos blancos). Para algunos académicos, estas ruinas sustentan la hipótesis de que la antigua ciudad de Apolonia (en griego: Ἀπολλωνία) se situaba en el cabo Suda, aunque las ruinas también pueden ser de Panormos. Apolonia fue una ciudad importante durante el período helenístico (mediados del siglo IV a. C.), que fue destruida en 171 a. C., durante un feroz ataque de los antiguos aliados de Cidonia.
Los vestigios más importantes cubren un área extensa e incluyen grandes depósitos de agua (para abastecimiento de buques), un acueducto romano, tumbas con inscripciones, un albergue, torres y fortificaciones. Las ruinas fueron solo parcialmente excavadas y están parcialmente cubiertas de vegetación. En la región se realizaron otros hallazgos, como piezas de cerámica, monedas de cobre de varias ciudades (Gortina, Oaxos, Arcadia, etc.), monedas de Apolonia (con la efigie de Apolo y una rama de palmera), urnas, vino y utensilios relacionados con la producción de aceitunas. Se piensa que las piedras semipreciosas usadas en la fabricación de objetos actualmente en exposición en el Museo Arqueológico de Heraclión provienen del área de Agia Pelagia.
Durante el período veneciano, Agia Pelagia fue uno de los puertos más importantes de la región. Durante el cerco otomano de Candia (Heraclión), fue utilizado para proporcionar ayuda a los sitiados. Después de la conquista otomana, los turcos construyeron un fuerte, de los cuales no hay vestigios actualmente. Fue en Agia Pelagia donde el célebre barco Arkadi ancló durante la 
Revuelta cretense de 1866-1869  para suministrar municiones a los rebeldes.
A fines de 1965, Agia Pelagia era poco más que un pequeño puerto, donde se cargaba madera y carbón destinadas a Heraclión. En ese año apareció alguien para comprar tierras a los locales, a 5 dracmas el metro cuadrado, al que siguió alguien que ofrecía el doble de ese valor. Esto dio inicio al desarrollo turístico y explotación inmobiliaria en la zona.